# Acquedotto e mulini di Barbegal

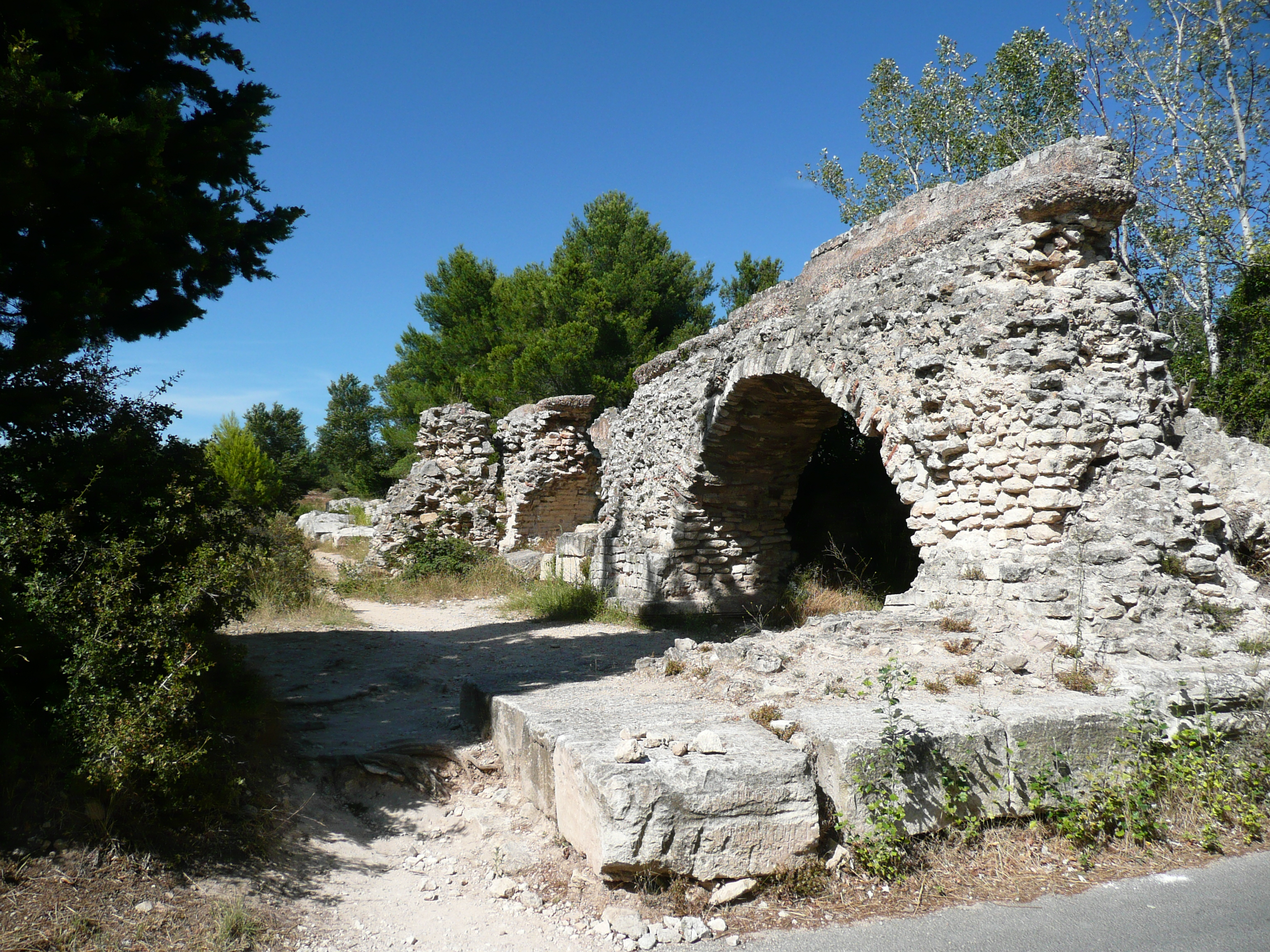
L'Acquedotto di Barbegal

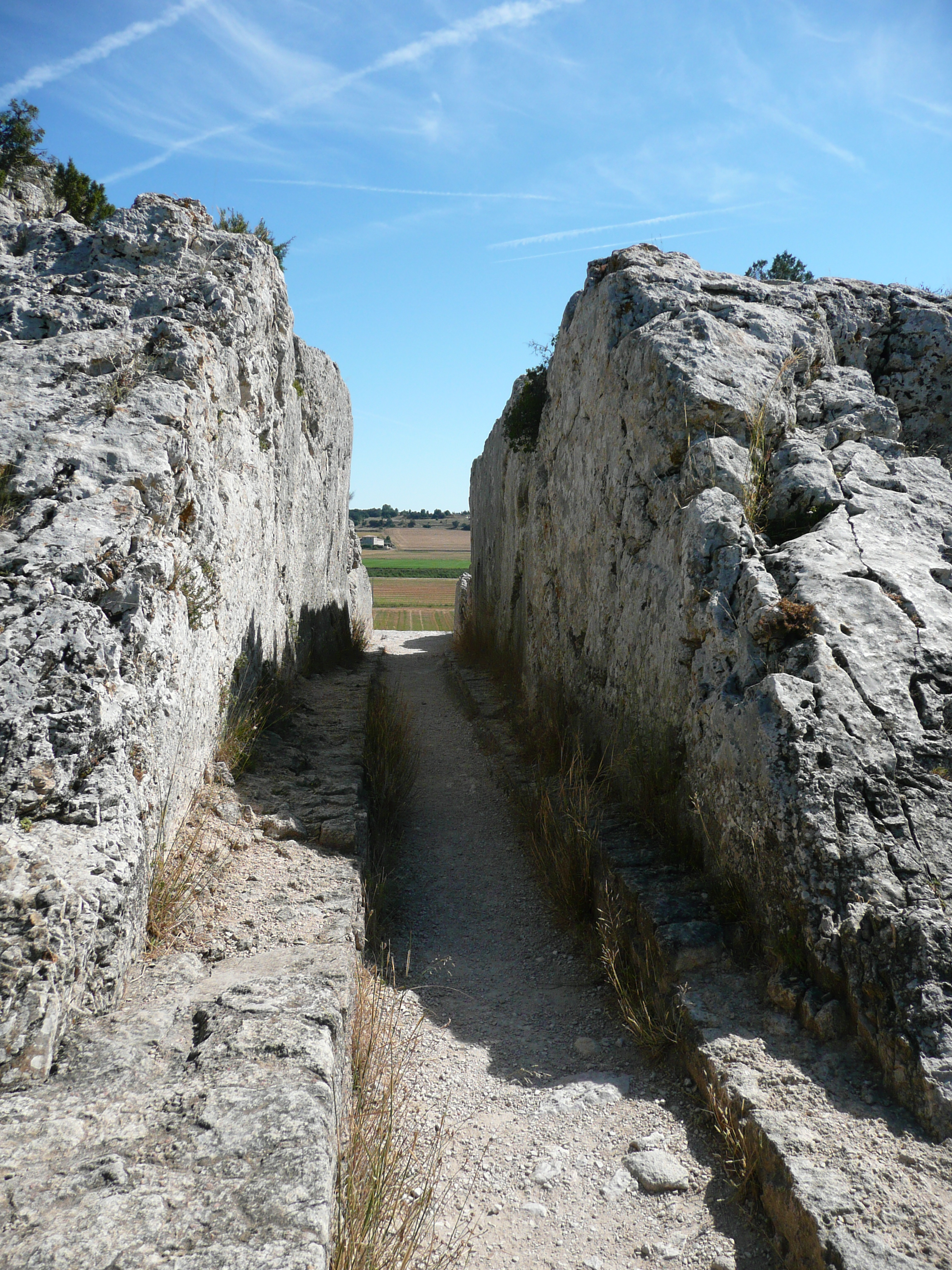
L'Acquedotto di Barbegal

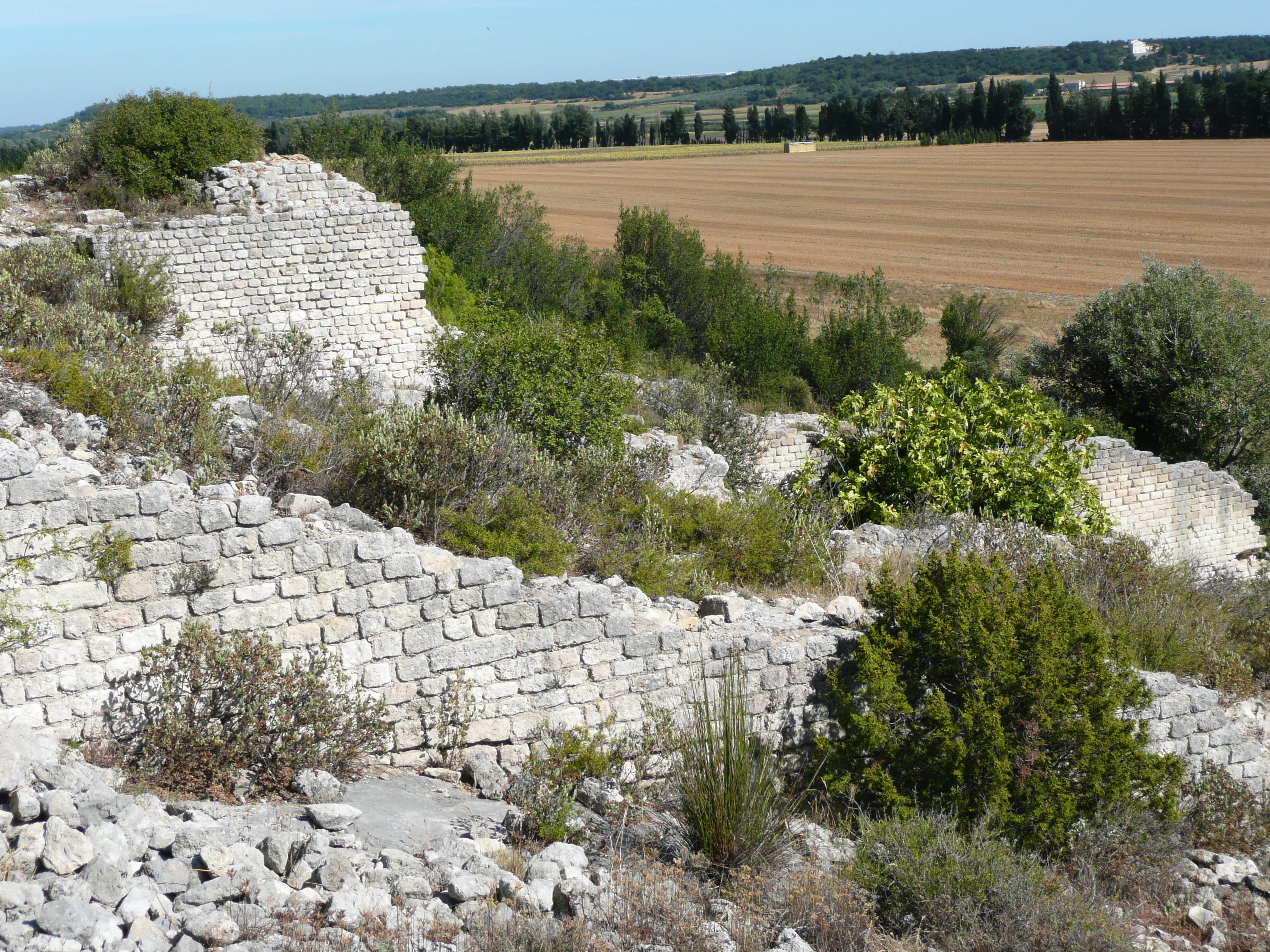
Uno dei mulini del complesso

L’acquedotto e i mulini di Barbegal è un complesso di mulini romani situato nel territorio del comune di Fontvieille, presso le foci del Rodano, vicino alla città di Arles, nel sud della Francia. Il complesso è altresì conosciuto come "la più grande concentrazione di energia meccanica del mondo antico". Un complesso simile esiste anche al Gianicolo a Roma, e ci sono evidenze che complessi simili esistessero anche in altre località in epoca romana, come ad esempio Amida in Mesopotamia.

## Descrizione
Il sito dei mulini fa parte di un acquedotto romano che fu costruito per fornire acqua alla vicina città di Arles attraverso la valle del fiume Rodano. Questo sito a 12 chilometri a nord era in origine posto poco al di sotto della sommità di una collina che fu asportata per consentire il passaggio dell'acqua. Superato la collina l'acquedotto si divideva in due distinti canali che servivano 8 distinti mulini ciascuno che producevano la farina per la città di Arles. I due acquedotti posti a monte del complesso consentivano di regolare il flusso dell'acqua a degli appositi operatori. I mulini hanno funzionato dalla fine del primo secolo alla fine del terzo secolo. La capacità dei mulini è stata stimata in 4,5 tonnellate di farina al giorno, abbastanza per fornire pane a circa 10.000 persone o secondo altre stime circa 30-40.000 abitanti della zona.

## Altri mulini

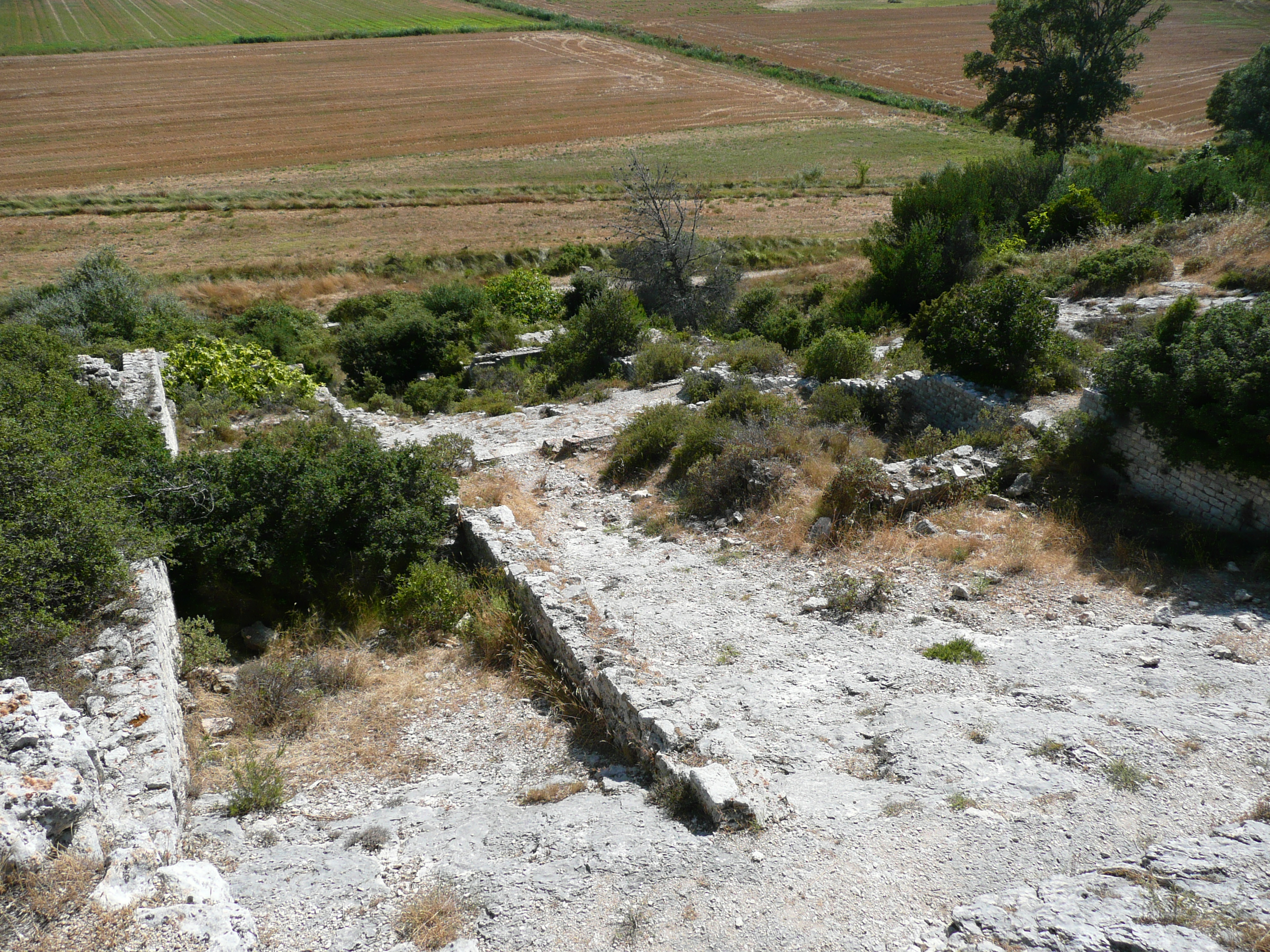
The Barbegal

Il complesso di sedici mulini di Barbegal è considerato il più antico complesso di mulini dell'antichità. La sua capacità era sufficiente a sfamare l'intera città di Arles.
I mulini verticali erano conosciuti ai romani, essendo descritti da Vitruvio nel De architectura del 25 a.C. e menzionate da Plinio il Vecchio nel Naturalis Historiae del 77 d.C.. Ci sono anche riferimenti a mulini sull'acqua a Bisanzio e del mulino sul fiume Mosella del poeta Ausonio. L'utilizzo di mulini a spinta umana è invece attestato nelle miniere di Spagna e Galles per drenare tramite il lavoro di schiavi l'acqua dalle miniere. Il mulino di Hierapolis e quello di Efeso erano altri esempi dell'epoca di tecnologie avanzate impiegate dai romani.

## Visitare il sito
I parcheggi sono posti a circa 1 km dal complesso. Il sito è indicato come acquedotto romano. piuttosto che come complesso di mulini. Il museo delle antichità di Arles presenta un modellino in scala dei mulini. Sono allo studio diversi progetti per migliorare la visitabilità del sito.

## Influenza
Lo storico inglese James Burke esaminò la tecnologia qui impiegata, concludendo che essa influenzò i monaci Cistercensi e i loro mulini, che influenzo attraverso l'idea di energia dall'acqua quale appunto il vapore la Rivoluzione industriale, nel quarto episodio della serie di 10 episodi C'era una volta il futuro, episodio denominato nella serie originale "Faith in Numbers."